# Chmielnik (gmina Kramsk)
Chmielnik – wieś w Polsce położona w województwie wielkopolskim, w powiecie konińskim, w gminie Kramsk. Należy do sołectwa Brzózki.
W latach 1975–1998 miejscowość należała administracyjnie do województwa konińskiego. W Chmielniku urodził się filozof, kulturoznawca i dyplomata Andrzej Przyłębski.